# 엘 킹
엘 킹(Elle King, 1989년 7월 3일 ~ )은 미국의 싱어송라이터, 배우이다.

## 디스코그래피

### 앨범
- Love Stuff (2015년)